# Campeonato Mundial de Bádminton de 1987
El V Campeonato Mundial de Bádminton se celebró en Pekín (China) en 1987 bajo la organización de la Federación Internacional de Bádminton (IBF) y la Federación China de Bádminton.
Las competiciones se realizaron en el Estadio Cubierto de la Capital de Pekín.

## Medallistas
| Evento               | Oro                             | Plata                                        | Bronce                                                                                  |
| -------------------- | ------------------------------- | -------------------------------------------- | --------------------------------------------------------------------------------------- |
| Individual masculino | Yang Yang China                 | Morten Frost Dinamarca                       | Zhao Jianhua China Icuk Sugiarto Indonesia                                              |
| Dobles masculino     | Li Yongbo Tian Bingyi China     | Jalani Sidek Razif Sidek Malasia             | Jens Peter Nierhoff Michael Kjeldsen Dinamarca Park Joo-Bong Kim Moon-Soo Corea del Sur |
| Individual femenino  | Han Aiping China                | Li Lingwei China                             | Zheng Yuli China Gu Jiaming China                                                       |
| Dobles femenino      | Lin Ying Guan Weizhen China     | Li Lingwei Han Aiping China                  | Kim Yun-Ja Chung So-Young Corea del Sur Chung Myung-Hee Hwang Hye-Young Corea del Sur   |
| Dobles mixto         | Wang Pengren Shi Fangjing China | Lee Deuk-Choon Chung Myung-Hee Corea del Sur | Martin Dew Gillian Gilks Inglaterra He Yiming Yang Xinfang China                        |

## Medallero
| Núm. | País          | Oro | Plata | Bronce | Total |
| ---- | ------------- | --- | ----- | ------ | ----- |
| 1    | China         | 5   | 2     | 4      | 11    |
| 2    | Corea del Sur | 0   | 1     | 3      | 4     |
| 3    | Dinamarca     | 0   | 1     | 1      | 2     |
| 4    | Malasia       | 0   | 1     | 0      | 1     |
| 5    | Indonesia     | 0   | 0     | 1      | 1     |
| 5    | Inglaterra    | 0   | 0     | 1      | 1     |
|      | TOTAL         | 5   | 5     | 10     | 20    |